# 莊鰲獻
莊鰲獻（？—1645年），又名莊葵，字叔瞻，號任公，福建惠安县籍晉江县人。

## 生平
莊鰲獻於崇禎三年中庚午科舉人，四年（1631年）联捷辛未科进士，户部观政，六年（1635年）由庶吉士晉升為兵科給事中。他曾向朝廷上表《太平十二策》力陳東廠的貽害和主張懲治魏忠賢不遂。莊鰲獻正因為此事被貶為浙江布政司照磨。 。在崇禎五年（1632年）冬季，張彝憲進言道出朝廷尚有一千七百餘萬賦稅還未收回，並請示朝廷派遣科道官督征。而崇禎元年進士范淑泰卻上言指民間因為貧窮現象而出現盜竊之事，朝廷官員無法追回賦稅。所以認為決定不採取行動。結果，莊鰲獻及章正宸見范淑泰失言，便進諫力保他。他其後為弘光帝辦事，與周壽明、陰潤同時恢復官職，改任吏科，不久病卒。

## 外部連結
- 《明史》卷258 列傳第一百五十五